# Nazi exploitation
Nazi exploitation (também Nazisploitation, ou ainda sexo nazista) é um subgênero de filmes exploitation e sexploitation que envolvem nazistas que cometem crimes sexuais, muitas vezes como supervisores de campos ou prisionais durante a Segunda Guerra Mundial. A maioria segue a fórmula de mulheres na prisão, realocada apenas para um campo de concentração, campo de extermínio ou bordel nazista, e com ênfase adicional no sadismo, violência e degradação. O título mais infame e influente (que define os padrões do gênero) é uma produção canadense, Ilsa, She Wolf of the SS (1974). Seu sucesso surpresa e sequências levaram cineastas europeus, principalmente na Itália, a produzir dezenas de filmes semelhantes. Enquanto a série Ilsa foi lucrativa, os outros filmes foram principalmente fracassos de bilheteria, e o gênero quase desapareceu em meados da década de 1980.
Na Itália, esses filmes são conhecidos como parte do ciclo "il sadiconazista", inspirados em filmes de arte como The Night Porter (1974), de Liliana Cavani (1974), Salò ou os 120 Dias de Sodoma, de Pier Paolo Pasolini (1975) e Salon Kitty, de Tinto Brass (1976). Os diretores proeminentes do gênero incluem Paolo Solvay (La Bestia in Calore, também conhecido como The Beast in Heat e SS Hell Camp), Cesare Canevari (Last Orgy of the Third Reich, também conhecida como L'ultima orgia del III Reich)., Last Orgy e Caligula da Gestapo reencarnaram como Hitler) e Alain Payet (Train spécial pour SS, também conhecido como Special Train for Hitler e Helltrain), todos de 1977.

## História
Os diretores italianos foram pioneiros em uma mistura de imagens sexuais e temas nazistas. Isso pode ser encontrado já em 1945 em Roma, Cidade Aberta, por Roberto Rossellini. Outro filme de Rossellini, Alemanha, Ano Zero (1948), conecta o nazismo à homossexualidade e pedofilia. A controversa produção de obras de arte The Damned (1969), dirigida por Luchino Visconti, sobre a ascensão e queda de uma família industrial alemã no Terceiro Reich, também é uma grande influência sobre o gênero. O filme apresenta uma orgia de homens da SA homossexuais e descreve um dos personagens principais como um pervertido múltiplo problemático, posando com roupa de travesti, molestando garotinhas e cometendo incesto com sua própria mãe.
Outros exemplos iniciais que combinam temas sexuais e nazismo incluem as produções da Alemanha Ocidental Des Teufels General (O Diabo do General) (1955) de Helmut Käutner e Lebensborn (Ordered to Love) (1961). O filme de arte francês Vice and Virtue (1963), dirigido por Roger Vadim, é uma releitura estilizada de Justine, do Marquês de Sade, durante a ocupação nazista da França. Esta é uma tradução sutil e satírica que apenas sugere a depravação sexual explícita no romance original.
O aclamado filme de 1964, The Pawnbroker, inclui uma cena de flashback mostrando mulheres nuas mantidas em um bordel de campo de concentração. O thriller italiano Giallo In the Folds of the Flesh (também conhecido como Nelle pieghe della carne, 1970) tem uma sequência de flashback semelhante, com mulheres nuas atraentes e irrealisticamente atraídas sendo levadas para uma câmara de gás nazista. No entanto, o primeiro filme completo de exploração sexual realizado em um campo nazista foi Love Camp 7 (1969). O filme também pode ser visto como um precursor das mulheres com temas semelhantes no gênero carcerário, que foi inicialmente popularizado por The Big Doll House (1971), de Roger Corman.
Love Camp 7 estabeleceu o padrão para os muitos filmes que se seguiram. A história se assemelha a um fio de celulose de "verdadeira aventura" de uma revista de aventura masculina do período (Man's Story, Men Today, World of Men, Man's Epic, et al.). Para resgatar uma cientista judia, duas agentes do sexo feminino se infiltram em um campo nazista da Joy Division, onde as prisioneiras são mantidas como escravas sexuais por oficiais alemães. Há cenas de humilhação, chicotadas, tortura, lesbianismo e quase estupro, culminando em uma fuga violenta e sangrenta. Os personagens incluem um comandante cruel e perverso, uma médica lésbica, guardas sádicos que abusam livremente dos prisioneiros e um alemão simpático que tenta ajudar as mulheres em cativeiro.
O tema do abuso sexual nazista continuou no programa desprezível e violento The Cut-Throats (1969) e Torture Me, Kiss Me (1970), um filme em preto e branco de baixo orçamento em preto e branco sobre policiais nazistas sádicos atormentando civis (incluindo cenas de flagelação fetichista) na França ocupada.

### A influência deIlsa
O produtor David F. Friedman teve um pequeno papel de ator em Love Camp 7. Ele passou a produzir Ilsa, She Wolf of the SS, em 1974. Ilsa era um caso único, pois a comandante do campo era uma mulher sexy e louca por sexo, interpretada pela peituda e frequentemente nua Dyanne Thorne. Entre as cenas de sexo, Ilsa sujeita seus internos masculinos e femininos a horríveis testes científicos, bem como a notória experimentação humana nazista de Josef Mengele em Auschwitz. Alguns dos testes de hipotermia e resistência da câmara de pressão foram factuais. Outros eram pura fantasia. Por exemplo, para provar sua teoria de que as mulheres podem suportar mais dor do que os homens, Ilsa tem um prisioneiro masculino e feminino açoitado até a morte.
A personagem também é vagamente baseada na "Bruxa of Buchenwald", Ilse Koch, esposa do comandante do campo de concentração de Buchenwald. Koch era conhecida por ter relações sexuais perversas com os prisioneiros e havia rumores de ter abajures feitos de pele humana.
Ilsa inclui os elementos padrão de sadismo, degradação, chicotadas, escravidão sexual, tortura gráfica e um final sangrento com Ilsa morta a tiros e o acampamento em chamas. O filme foi uma surpresa no circuito drive-in de cinemas e grindhouse. Ilsa foi ressuscitada por três sequências lucrativas que ignoraram suas origens nazistas e estão mais próximas do gênero de mulheres na prisão. Como amante freelancer contratada, tornou-se Ilsa, Harem Keeper of the Oil Sheiks (1976), comandante de um gulag de 1953 em Ilsa, the Tigress of Siberia (1977) e a diretora de uma prisão latino-americana corrupta em Ilsa, the Wicked Warden (1977).

### Filmes nazistas da Itália e da França
Enquanto isso, cineastas europeus estavam criando seus próprios filmes nazistas com vilões do tipo Ilsa. Em 1977, Malisa Longo estrelou Helga, She Wolf, de Stilberg, como uma comandante sexualmente sádica, vestida de preto e vestida de couro, de um campo de prisioneiros para mulheres. Naquele ano, Longo também estrelou no Fräulein Devil inspirado em Salon Kitty (também conhecido como Elsa: Fraulein SS) como Elsa, uma ex-prostituta com uma inclinação pela S&M, que administra um trem de bordel nazista. Isso foi filmado lado a lado com o Last Train de Hitler (também conhecido como Trem Especial para a SS, Helltrain e Love Train para a SS, 1977). Esses filmes, além de Nathalie: Escape from Hell (1978), foram produzidos pelo estúdio francês Eurociné.
Um dos filmes mais notórios desse gênero é La Bestia in Calore (também conhecido como SS Hell Camp e The Beast In Heat), produzido na Itália em 1977. A atriz alemã Macha Magall interpretou a Dra. Ellen Kratsch, outra nazista loira e gelada que é sexy, mas completamente má. Este filme, com suas extensas cenas gráficas de tortura, brutalidade e estupro, foi inicialmente proibido na Inglaterra. Uma versão mais suave e editada foi lançada nos EUA como SS Experiment Camp 2. Magall também esteve em SS Girls (1977), outra história ambientada em um bordel nazista.
O subgênero de exploração nazista apresentou uma oportunidade para os estúdios italianos fazerem filmes de terror de baixo custo, enquanto exploravam um mercado anteriormente ignorado; o filme de guerra de exploração. Os filmes italianos são diferentes de "Ilsa" em muitos aspectos, por exemplo, eles se concentram em aspectos muito mais extremos do abuso humano.
Os filmes de 1976 incluem: SS Experiment Camp de Sergio Garrone (também conhecido como SS Experiment Love Camp), representando cenas de sexo leve e a castração de um oficial da SS. SS Hell Camp, o segundo filme nazista de Luigi Batzella, apresentava um mutante sexualmente louco criado por um cientista nazista semelhante a Ilsa. SS Girls, dirigido por Bruno Mattei, é uma cópia flagrante de Salon Kitty. Mattei também fez o Women's Camp 119, estrelado por Lorraine De Selle. Este filme descreve horríveis experimentos científicos realizados em prisioneiros com base em documentos reais. SS Special Section Women estrela John Steiner como um comandante da SS louco por sexo, cujo amor por uma garota judia lhe custa sua masculinidade. Achtung! Os Tigres do Deserto, de Luigi Batzella, estão entrelaçados com cenas e filmes em um acampamento nazista no deserto, onde abundam torturas.
Em 1977, foi lançada a Gestapo's Last Orgy (também conhecida como Last Orgy of the Third Reich e Caligula Reincarnated as Hitler), que descreve um caso de amor entre um comandante de campo e um prisioneiro. SS Camp 5: Women's Hell é o filme irmão do SS Experiment Camp, apresentando o mesmo elenco e equipe. Red Nights of Gestapo é um filme de sexo suave com soldados da SS abusando de mulheres em um castelo. O Nazi Love Camp 27, estrelado por Sirpa Lane como uma garota judia forçada a entrar em um bordel, é notável por suas cenas de sexo hardcore e por ter sido escrito pelo famoso roteirista Gianfanco Clerici.
No final da década, o gênero já havia terminado.

### Pornografia nazista
Os filmes adultos também exploraram os cenários nazistas em uma série de filmes pornográficos "ásperos" sadomasoquistas nos anos 1970 e início dos anos 1980. Exemplos incluem Hot Nazis, Hitler's Harlot (1973) e Nazi Love Island, dos anos 80 (também conhecida como Prisoner of Paradise), dos irmãos Mitchell, com John Holmes e Seka. Uma das últimas entradas, Stalag 69 (1982), protagoniza Angelique Pettyjohn como uma oficial da SS do tipo Ilsa. A história foi em grande parte um remake do Love Camp 7, trazendo o ciclo de volta às suas origens. O gênero permaneceu praticamente inativo pelas próximas duas décadas. Em 2006, a Mood Pictures, produtora húngara de filmes de S&M, lançou Gestapo, Gestapo 2 e Dr. Mengele em 2008, todos eles ambientados em um campo de prisioneiros nazistas e em homenagem a Ilsa e aos filmes de exploração italianos.

### Presente
Em 2007, como parte do tributo de Robert Rodriguez e Quentin Tarantino para o gênero exploitation, Grindhouse, diretor Rob Zombie criou um trailer de um filme falso chamado Werewolf Women of the SS, estrelado por Nicolas Cage e Udo Kier. Segundo Zombie: "Basicamente, eu tinha duas ideias. Seria um filme nazista ou um filme de mulheres na prisão, e eu fui com os nazistas. Há todos esses filmes como Ilsa, She Wolf of the SS; Fräulein Devil; e Love Camp 7 - sempre achei esse o gênero mais bizarro". Em 18 de dezembro de 2007, Zombie postou uma entrada em sua página no MySpace, perguntando se as pessoas gostariam de ver uma versão longa-metragem de Werewolf Women of the SS. Iron Sky e Nazis at the Center of the Earth (ambos lançados em 2012) estão na mesma linha.

## Temas
A maioria dos filmes de exploração nazistas têm ambientação em Stalag com jovens reclusas como o Acampamento de Mulheres 119. Seus atormentadores são oficiais nazistas, homens ou mulheres, de uniforme da SS, geralmente falando com sotaque alemão falso e palavras alemãs irrelevantes ou mal pronunciadas, que costumam usar "experimentos" como desculpas para implementar violência física sádica (talvez inspirada no trabalho de pessoas como Josef Mengele, que realizaram experimentos médicos que frequentemente matavam pessoas). Há cenas de conduta sexual ou, mais rotineiramente, corpos nus expostos dos presos vitimados. O nível de violência descrito nesses filmes pode frequentemente atingir o nível de sangue.
Esse gênero focava principalmente mulheres oficiais da SS. Apresentava-as tanto luxuriosas quanto mulheres magras, como Ilsa, de Dyanne Thorne, que também abusava sexualmente de seus prisioneiros do sexo masculino (principalmente no estupro não-estatutário de mulher para homem). Como o cenário é um Stalag (campo de prisioneiros de guerra), não um campo de concentração, os prisioneiros são principalmente soldados aliados, não civis judeus.
Também existem muitos filmes que não seguem as convenções de exploração nazista, como Bordel SS (1978) de José Bénazéraf (um dos poucos filmes de exploração nazista que detém a duvidosa honra de ter sexo hardcore real) e Salon Kitty (1976) de Tinto Brass. Esses filmes geralmente não são considerados filmes de exploração nazistas "prototípicos" e se qualificam mais para o subgênero "artístico". No entanto, por causa do prazo vago, mesmo o filme Il portiere di notte (The Night Porter) (1974) de Liliana Cavani que (na opinião de muitos) carece do motivo da exploração, pode ser considerado um desses filmes.
O livro de Laura Frost Sex Drives: Fantasies of Fascism in Literary Modernism (2002) diz que o gênero faz parte de uma tentativa problemática de vincular o desvio político (por exemplo, fascismo, militarismo, genocídio) ao desvio sexual (por exemplo, sadomasoquismo, homossexualidade, travestismo, pedofilia).

## Estatuto jurídico na Grã-Bretanha
Em algum momento do início dos anos 80, os filmes de exploração nazistas chegaram ao mercado britânico, popularizados pela crescente tecnologia de vídeo doméstico VHS. Com os principais estúdios de Hollywood se afastando do novo formato, ficou a cargo de pequenas empresas domésticas preencher as prateleiras com fitas. Uma pequena empresa da Inglaterra, a GO Video, comprou os direitos de um filme italiano chamado SS Experiment Camp. A empresa realizou uma campanha de marketing com anúncios de página inteira mostrando uma mulher nua pendurada nos pés, uma suástica pendurada no pulso e um comandante da SS aparecendo no fundo. As propagandas do filme em locadoras de vídeo se tornaram um alvo para os manifestantes, que fizeram piquetes nessas lojas e pediram a proibição do filme. Após a Lei de Gravações em Vídeo, a maioria dos filmes de exploração nazista (rotulados como 'Nazi Nasties') foi negada à classificação do BBFC. Os seguintes filmes de exploração nazista foram retirados das prateleiras:
- SS Experiment Camp (Experiência SS / Lager SSadis Kastrat Kommandantur)
- A Besta no Calor (SS Hell Camp/La Bestia em Calore)
- A Última Orgia da Gestapo (A Última Orgia do Terceiro Reich/Calígula reencarnou como Hitler/L'ultima orgia do III Reich)
- Love Camp 7
- Deported Women of the SS Special Section (Le Deportate della sezione speciale SS)

Dos filmes acima, apenas o SS Experiment Camp está disponível no Reino Unido.

## Literatura israelense
Em Israel, especificamente, durante a década de 1960, a "ficção Stalag" era livros de bolso cujas histórias se concentravam nas características únicas desse gênero. Os fenômenos surgiram paralelamente ao julgamento de Eichmann de 1961. As vendas dessa literatura pornográfica quebraram todos os recordes em Israel, com centenas de milhares de cópias sendo vendidas em quiosques. Eles foram inspirados na House of Dolls, de Ka-tzetnik 135633, as experiências de uma garota judia prostituída na "Divisão da Alegria" (Bloco 24) do campo de Auschwitz, cuja factalidade é contestada.